# Ponte (Musiktheorie)
Ponte (italienisch ponte ‚Brücke‘) bezeichnet in der Musiktheorie einen Dominant-Orgelpunkt zur Rückkehr in die Grundtonart. Das Satzmodell findet sich insbesondere in der europäischen Musik des 18. Jahrhunderts.
Der Begriff stammt von Joseph Riepel, der ihn im zweiten Band seiner Anfangsgründe zur musicalischen Setzkunst (1755) gemeinsam mit den beiden sequenziellen Satzmodellen Monte und Fonte einführt. Wie die beiden letztgenannten ist auch der Ponte bei Riepel an eine bestimmte formale Position gekoppelt und kann zu Beginn des zweiten Teils eines Menuetts in Erscheinung treten. Dies könnten bei einem 8-taktigen ersten Teil dann die Takte 9–12 sein, so auch in Riepels eigenem Beispiel. Da Riepels Beispiele nur Melodien enthalten, wird im folgenden Notenbeispiel für die relevanten Takte eine Bassstimme ergänzt, welche die harmonischen Implikationen der Melodie fasst.

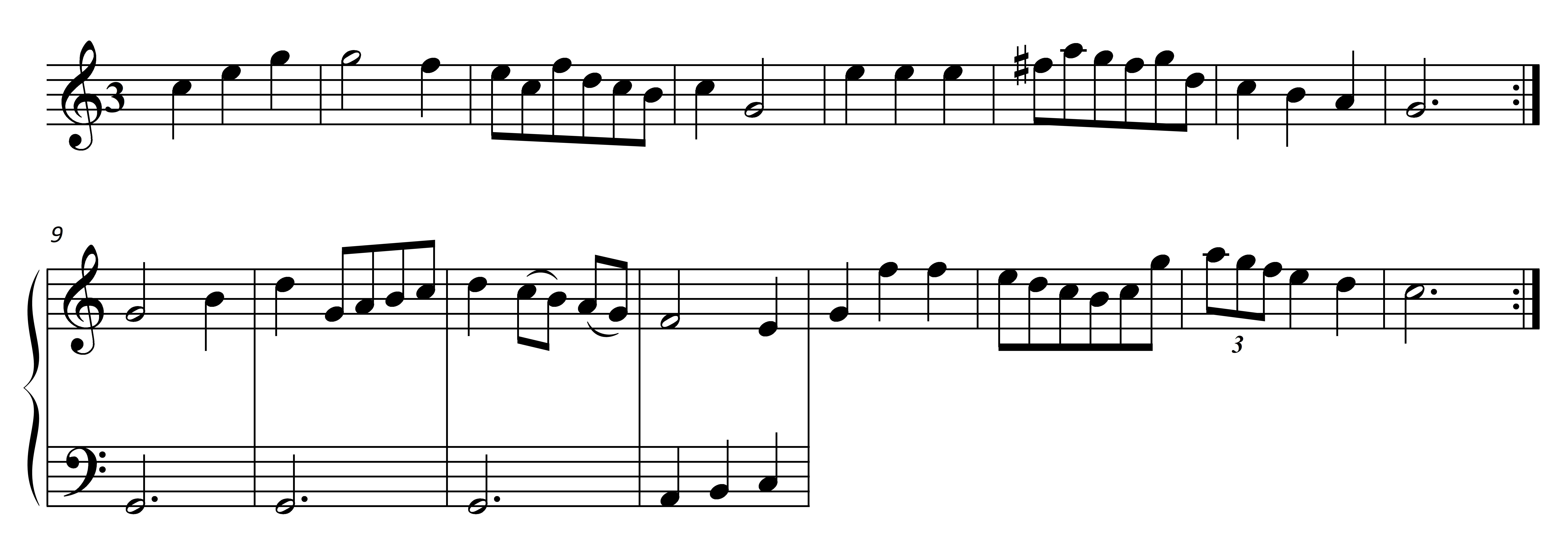
„3. Gut. Ponte“ (Riepel 1755, S. 44, Bassstimme ergänzt)

Dem Dominant-Orgelpunkt kommt hier also die Funktion zu, in die Grundtonart zurückzuleiten. Riepel spricht von der „Brücke zum hinübergehen“. Der Ponte ist in dieser Funktion vor allem kurz vor dem Reprisen-Eintritt in der Sonatensatzform häufig zu finden, da – wie Riepel selbst sagt – „ein Menuet, der Ausführung nach, nichts anders ist als ein Concert, eine Arie, oder Simpfonie.“